# 杨秀灵
杨秀灵（1889年—1965年）祖籍湖南省凤凰县，云南陆军讲武学校教官。

## 生平
杨秀灵是云南陆军讲武学校的毕业生。1928年，杨秀灵是云南陆军讲武学校第十九期术科教官。
民国四年（1915年）秋，唐继尧先派缪嘉寿到日本购置军械，派吕志伊等人到南洋募饷，作为军事准备；派吴擎天等人赴广西、刘云峰等人赴浙江、李植生等人赴四川、杨秀灵等人赴湖南，对各地军事情况进行调查，并相机接洽有关人士获取情报。